# سرژ واینبرگ
سرژ واینبرگ، (به فرانسوی: Serge Weinberg) (زاده ۱۰ فوریه ۱۹۵۱) کارآفرین و مدیر ارشد اجرایی فرانسوی است، که اکنون به‌عنوان رییس هیئت مدیره شرکت سانوفی فعالیت می‌نماید.
وی همچنین ریاست هیئت مدیره شرکت آکور را نیز برعهده دارد و به‌عنوان مدیر اجرایی در شرکت‌های اشنایدر الکتریک، گوچی و آرتمیس نیز فعالیت می‌کند. واینبرگ در فاصله سال‌های ۱۹۹۵ تا ۲۰۰۵ مدیر عامل اجرایی شرکت کرینگ بود.